# Lothar Penners
Lothar Penners ISch (* 1942 in Fulda) ist ein deutscher katholischer Theologe, Schönstattpater und von 2003 bis 2015 Bewegungsleiter der deutschen Schönstattbewegung. Er ist Mitglied im Zentralrat der deutschen Schönstattbewegung und Standesleiter der Schönstätter Akademikerinnenbewegung.

## Leben
Lothar Penners studierte in München, Münster in Westfalen und Freiburg im Breisgau katholische Theologie. Er wurde mit einer Arbeit über Pater Josef Kentenich bei Professor Klaus Hemmerle zum Doctor theologiae promoviert. Er arbeitete in der Pfarrseelsorge sowie in der Zentrale der Schönstattbewegung. Er ist Inhaber einer Professur für Humanwissenschaften und Philosophie an der Philosophisch-Theologischen Hochschule Vallendar und lehrt insbesondere im Bereich theologische Grenzfragen.
Im Jahre 1993 wurde Penners Mitglied der Provinzialleitung der Sionsprovinz der Schönstattpatres. Zehn Jahre später, am 22. Januar 2003 wurde er vom Landespräsidium der Bewegung als Nachfolger von Pater Tilmann Beller zum neuen Bewegungsleiter der deutschen Schönstattbewegung ernannt, als welcher am 12. März 2003 dieses Amt antrat. Er übte es zwei Wahlperioden lang aus. Am 22. September 2015 wählte das Präsidium der deutschen Schönstattbewegung Pater Ludwig Güthlein zu seinem Nachfolger.